# Leandro Fernández (dessinateur)
Pour les articles homonymes, voir Leandro Fernández et Fernández.
Leandro Fernández, né en 1973, est un dessinateur de comics et de bande dessinée argentin.

## Biographie
Fernández est surtout connu pour ses œuvres dans les séries The Incredible Hulk , Wolverine et Spider-Man: Tangled Web , ainsi que pour l’un des récits de la publication de Oni Press , Queen & Country.
Son travail le plus récent comprend l'illustration de la série Punisher Marvel MAX , écrite par Garth Ennis et de la relance de Stormwatch: Post Human Division.

## Œuvre

### Publications en français
- 5 ronin,  Panini Comics, collection 100 % Marvel
  1. La Voie du samouraï, scénario de Pete Milligan, dessins de Leandro Fernández, Laurence Campbell, Dalibor Talajic, Tomm Coker et Goran Parlov, 2012  (ISBN 978-2-8094-2350-1)
- Ange & Démons, scénario d'Ange, dessins collectif, Soleil Productions, 2005  (ISBN 2-84946-315-9)
- Civil War, Marvel France, collection Marvel Deluxe
  1.  Journal de guerre, scénario de Paul Jenkins, dessins de Leandro Fernández, Steve Lieber,  Ramon Bachs et Lee Weeks, 2012  (ISBN 978-2-8094-2667-0)
- Hunter, scénario de Patrick Renault, dessins de Leandro Fernández, Soleil Productions, collection 12 septembre
  1. Jivaro business, 2007  (ISBN 978-2-84946-931-6)
  2. Cuba libre, 2009  (ISBN 978-2-30200-541-9)
- Marvel Icons, Panini Comics, collection Marvel Comics
  1.  Chasseur/Chassé, scénario de Matt Fraction, dessins d'Ariel Olivetti et Leandro Fernández, 2008
- Punisher, scénario de Garth Ennis, Marvel France, collection Max Comics
  1.  Kitchen Irish, dessins de Leandro Fernández, 2005  (ISBN 2-84538-568-4)
  2.  Le Haut est en bas et le noir est blanc, dessins de Leandro Fernández, 2006  (ISBN 2-84538-785-7)
  3.  Les Négriers, dessins de Leandro Fernández, 2007  (ISBN 978-2-84538-976-2)
  4.  L'Homme de pierre, dessins de Leandro Fernández, 2008  (ISBN 978-2-8094-0176-9)
- Queen and Country, scénario de Greg Rucka, Akileos, collection Regard Noir & Blanc
  1.  Opération : Crystall Ball, dessins de Leandro Fernández, 2008  (ISBN 978-2-355-74001-5)
- Spider-Man, Panini Comics, collection Marvel Monster Edition
  1. Spider Island, scénario et dessins collectifs, 2012  (ISBN 978-2-8094-2624-3)
- Wolverine, Marvel France, collection Marvel Comics
  1.  Coyote Crossing (1), scénario de Greg Rucka,  dessins de Leandro Fernández, 2004
  2. Coyote Crossing (2), scénario de Greg Rucka,  dessins de Leandro Fernández, 2004
  3. Coyote Crossing (3), scénario de Greg Rucka,  dessins de Leandro Fernández, Octobre 2004